# Монеты евро Словакии
Словацкие монеты евро — современные денежные знаки Словакии. Страна перешла на евро с 1 января 2009 года, заменив ими предыдущую валюту, словацкую крону.

## Введение евро
В 2005 году состоялся официальный публичный конкурс на дизайн монет евро Словакии, который проходил в два этапа. Первый этап завершился 31 января 2005 года, после чего десять лучших дизайнеров Национального банка Словакии (НБС) представили свои проекты. Во втором туре, с 12 ноября по 20 ноября 2005 года НБС провёл всенародное национальное голосование, на котором было предложено десять проектов. Результаты голосования были обнародованы 21 ноября 2005 года. Самый популярный дизайн монет евро был герб Словакии. 20 декабря 2005 года, дизайн словацких монет евро был официально обнародован на веб-сайте НБС. С этого момента Словакии было необходимо привести экономику к требованиям ЕС, чтобы иметь возможность перейти на евро.
1 апреля 2008 года НБС объявил о своих планах по выводу из обращения национальной валюты, утилизации и уничтожения банкнот и монет в кронах. 7 мая 2008 года Европейская комиссия одобрила введение евро в Словакии, министры финансов стран еврозоны поддержали введение евро в стране в июле 2008 года.. Уровень инфляции в Словакии составил 2,2 % по сравнению к необходимым 3,2 %. Годовая инфляция, однако составила 3,6 % в марте 2008 года. Дефицит бюджета составил 2,2 % по отношению к эталонному значению 3,0 %. И, наконец, соотношение государственного долга составляло 29,4 % ВВП в 2007 году, что значительно ниже максимального соотношения 60,0 %.
3 июня 2008 года министры финансов ЕС дали Словакии зелёный свет на вступление в еврозону в 2009 году, настоятельно призывая страны быть готовыми к борьбе с инфляцией с жесткой налогово-бюджетной политики. Жан-Клод Юнкер, который возглавляет Еврогруппы еврозоны министров финансов, сообщил журналистам — «Мы рады видеть, Словакия присоединится к зоне евро с 1 января 2009 года».
Монетному двору Словакии была поставлена задача произвести около 500 млн евромонет и банкнот. В качестве подготовки к переходу на евро 1 января, начиная с ноября 2008 года, эти монеты распространялись по банкам Словакии.
19 июня 2008 года, лидеры стран-членов ЕС подтвердили готовность Словакии присоединиться к еврозоне с 1 января 2009 года. «Я поздравляю Словакию после выполнения всех соответствующих критериев», сказал нынешний президент Европейского совета и премьер-министр Словении Янез Янша.
8 июля 2008 года Европейский союз официально пригласил Словакию присоединиться к единой европейской валюте и установил официальный курс, при котором кроны будут обменены на евро — 30,1260 кроны на евро.
5 сентября 2008 года в рамках подготовки к введению евро, НБС объявил, что к концу года Словакия планирует перевезти более € 7 млрд банкнот из Австрии и отчеканить монеты стоимостью € 167 млн. Выпуск стартовых пакетов, содержащих эквивалентную одному евро банкноту 500 Sk (16.60 €) были проданы во всех почтовых отделениях с 1 декабря 2008 года. Пакет содержал 45 словацких монет евро с номинальными значениями от 1 цента (0,30 Sk) до 2 евро (60,25 Sk).
За несколько дней до €-дня, правительство потратило € 6,5 млн по информированию общественности о новой валюте.
Национальная сторона монет выполнена, в зависимости от номинала, в трёх разных дизайнах. На монетах младшего номинала изображена гора Кривань, на более старших монетах изображён Братиславский град, на монетах в 1 и в 2 евро изображён Герб Словакии. Также каждая национальная сторона монеты содержит 12 звёзд, символизирующих Европейский совет, название страны и год выпуска.

## Дизайн национальной стороны
| 0,01 € | 0,02 € | 0,05 €                     |
| ------ | ------ | -------------------------- |
|        |        |                            |
| 0,10 € | 0,20 € | 0,50 €                     |
|        |        |                            |
| 1 €    | 2 €    | По краю двухевровой монеты |
|        |        |                            |

## Тираж
| Номинал                                                                                      | €0,01      | €0,02      | €0,05      | €0,10      | €0,20      | €0,50      | €1,00      | €2,00      |
| -------------------------------------------------------------------------------------------- | ---------- | ---------- | ---------- | ---------- | ---------- | ---------- | ---------- | ---------- |
| 2009                                                                                         | 90 828 000 | 80 905 000 | 84 957 000 | 74 800 000 | 66 602 000 | 59 400 000 | 46 860 000 | 35 750 000 |
| 2010                                                                                         | 30 070 000 | 50 070 000 | 70 000     | 70 000     | 70 000     | 70 000     | 70 000     | 70 000     |
| 2011                                                                                         | 20 455 000 | 15 055 000 | 55 000     | 55 000     | 55 000     | 55 000     | 55 000     | 5 055 000  |
| 2012                                                                                         | 10 545 000 | 45 000     | 45 000     | 45 000     | 45 000     | 45 000     | 45 000     | 45 000     |
| 2013                                                                                         | 26 058 800 | 28 800     | 28 800     | 28 800     | 28 800     | 28 800     | 28 800     | 28 800     |
| 2014                                                                                         | 26 275 000 | 5 025 000  | 25 000     | 25 000     | 25 000     | 25 000     | 25 000     | 25 000     |
| 2015                                                                                         | 23 111 000 | 12 564 000 | 25 000     | 25 000     | 25 000     | 25 000     | 25 000     | 7 350 000  |
| 2016                                                                                         | 28 899 000 | 17 026 000 | 26 000     | 26 000     | 26 000     | 26 000     | 26 000     | 2 026 000  |
| 2017                                                                                         | 20 538 000 | 13 668 000 | 6 138 000  | 18 000     | 18 000     | 18 000     | 18 000     | 2 118 000  |
| Выделены те тиражи монет, которые были эмитированы только в качестве чеканки BU и/или Proof. |            |            |            |            |            |            |            |            |

## Памятные монеты
Памятные монеты евро Словакии выпускаются с 2009 года. Их чеканка производится на словацком монетном дворе в Кремнице. В 2009-2019 гг. было выпущено 12 памятных монет.
| 2009 — 20 лет с начала Бархатной Революции                                                 | 2009 — Монета серии «10 лет Экономическому и валютному союзу»                     | 2011 — 20 лет формирования Вишеградской группы                                         |
| ------------------------------------------------------------------------------------------ | --------------------------------------------------------------------------------- | -------------------------------------------------------------------------------------- |
|                                                                                            |                                                                                   |                                                                                        |
| 2012 — Монета серии «10 лет наличному обращению евро»                                      | 2013—1150 лет с прибытия византийской миссией Кирилла и Мефодия в Великую Моравию | 2014 — 10 лет со дня вхождения Словакии в ЕС                                           |
|                                                                                            |                                                                                   |                                                                                        |
| 2015 — Монета серии «30 лет флагу Европы»                                                  | 2015 — 200 лет со дня рождения Людовита Штура                                     | 2016 — Председательство Словакии в Совете Европейского союза                           |
|                                                                                            |                                                                                   |                                                                                        |
| 2017 — 550-летие Истрополитанского Университета                                            | 2018 — 25 лет со дня основания Словацкой Республики                               | 2019 — 100 лет со дня смерти Милана Растислава Штефаника                               |
|                                                                                            |                                                                                   |                                                                                        |
| 2020 — 20-летие вступления Словакии в Организацию экономического сотрудничества и развития | 2021 — 100 лет со дня рождения Александра Дубчека                                 | 2022 — 300-летие постройки первой атмосферной паровой машины на континентальной Европе |
|                                                                                            |                                                                                   |                                                                                        |